# Райдак
Райдак — міжнародна річка яка є притокою річки Брахмапутра. Також називають Ванг Чху або Вонг Чу.

## Опис
Річка протікає через Бутан, Індію та Бангладеш. Довжина річки 370 кілометрів разом з притоками 610 кілометрів, річище річки лежить на висоті 2121 метра над рівнем моря. Річка починається у Гімалаях на території Бутану, біля міста Паро річка впадає в Паро Чу. Біля Рінпунг-дзонг Райдак витікає з Паро Чу. Через 15-20 кілометрів у Райдак впадає Хаа Чу. Перетнувши кордон Індії, річка протікає через Західний Бенгал, перетинає кордон з Бангладешем і впадає у річку Брахмапутра.

## ГЕС

### ГЕС Тала[3]
ГЕС Тала знаходиться на території дзонгхага Чукха, будувалася з 1997 по 2007 рік. Загалом виробляє 1020 МВт. ГЕС утримує водосховище з площею поверхні 0,36 км2 та об'ємом 9,8 млн м3. Тала розташована приблизно за 3 кілометри нижче за течією електростанції Чуха.